# Palio nothus
Palio nothus är en snäckart som först beskrevs av Johnston 1838.  Palio nothus ingår i släktet Palio och familjen Polyceridae. Arten är reproducerande i Sverige. Inga underarter finns listade i Catalogue of Life.